# Псел
Псел — річка, що протікає в Росії (Білгородській і Курській областях) та Україні, — у межах Сумської області (Сумський район) і Полтавської області (Гадяцький, Миргородський, Шишацький, Великобагачанський, Козельщинський, Глобинський, Кременчуцький райони). Ліва притока Дніпра (басейн Чорного моря). Перетинає Придніпровську низовину.

## Історія і походження назви
Річка Псел (Псло), давня українська назва — Пслъ, — уперше згадана в літописі Нестора-літописця «Повість минулих літ» 1113 року, змушує дослідників посперечатися стосовно цієї назви. О. Ященко вважає, що вона повʼязана з давньогрецькою назвою пселлос — темний. Колір річки майже чорний, імовірно й назва пішла від забарвлення води. М. Т. Янко ймовірнішим називає слов'янські корені: піс, пъс, пес, пстрі — луки, вологе місце. Було висловлено ідею про походження назви річки від назви тварини пес, себто псел — псячий брід (за прикладом назв Оксфорд — бичачий брід, Босфор — бичачий брід); однак незрозуміло, що спільного собака має з річкою. Багатьма підтримано гіпотезу про те, що Псел походить від кабардино-черкеського пси- — «вода»; у такому разі це дуже давній гідронім, який можливо походить із часів коли в I тис. до н. е. в північному Причорномор'ї та на північно-західному Кавказі мешкали одні й ті ж групи близькоспоріднених етнічних груп індоєвропейського походження — скіфів, греків та ін. Щодо суфікса, то розглядають два варіанти. За Фасмером, це рідкісний збільшувальний суфікс як у словах «орел», «козел». Другий варіант — тюркське походження суфікса (пор. тур. -öl — «трясовина, болото»).

## Опис

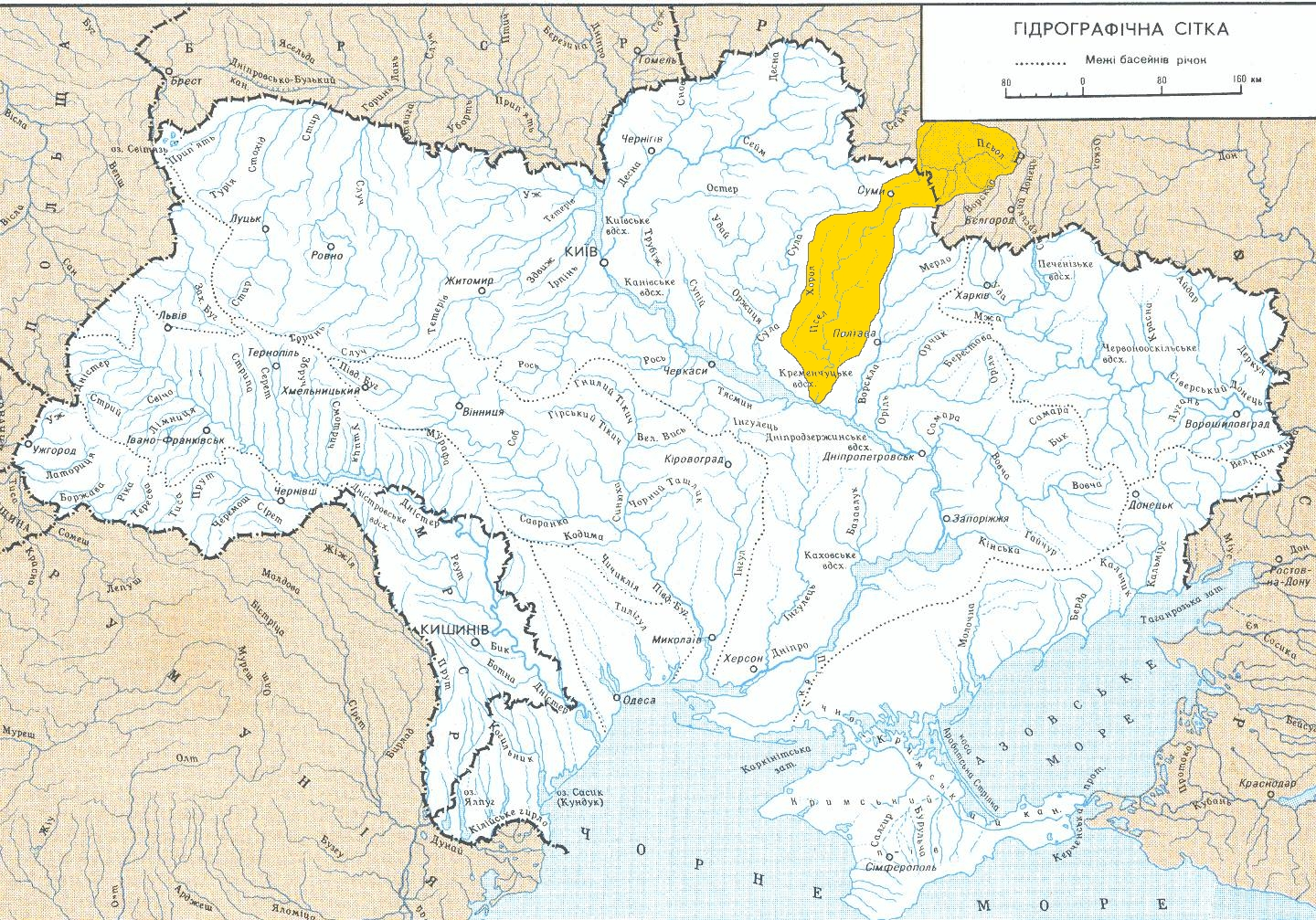
Басейн річки Псел на гідрографічній мапі України

Довжина річки — 717 км, площа басейну 22 800 км². Площа водозбору річки Псел на території України становить 16270 км². Долина у верхній частині вузька, глибока, з крутими схилами, нижче її ширина досягає 10—15 км, у пониззі — 20 км. Схили долини асиметричні: високі праві (вис. 30 — 70 м) й низькі ліві. Коли річка добігає смт Шишак, має місце незвичайне явище: вищий лівий берег — це виняток з правила Г. Коріоліса (Сила Коріоліса), відповідно до якого в північній півкулі праві береги річок вищі. Висота 168 м (вершина).
Заплава розчленована старицями й протоками, на окремих ділянках заболочена. Річище звивисте, розгалужене, ширина річища і нижчій течії до 60 — 80 м.
Похил річки 0,23 м/км. Живлення переважно снігове. Середьорічні витрати води, м³/с: біля м. Суми — 23,9; біля м. Гадяч — 34,7 ; біля с. Запсілля — 51,8. Мінералізація води становить: весняна повінь — 632 мг/дм³; літньо-осіння межень — 713 мг/дм³; зимова межень — 749 мг/дм³. Озер 25 км², боліт 190 км². Річка замерзає на початку грудня, скресає до кінця березня.

## Розташування
Витоки Псла розташовані в Росії, у межах Прохоровського району Білгородської області. Річка перетинає російсько-український кордон на північний захід від села Запсілля. Тече спершу переважно на захід, у межах Сумської області й до міста Гадяч, здебільшого на південний захід, далі — на південь і (частково) південний захід. Впадає до Дніпра між містами Кременчук і Горішні Плавні.

## Господарське використання

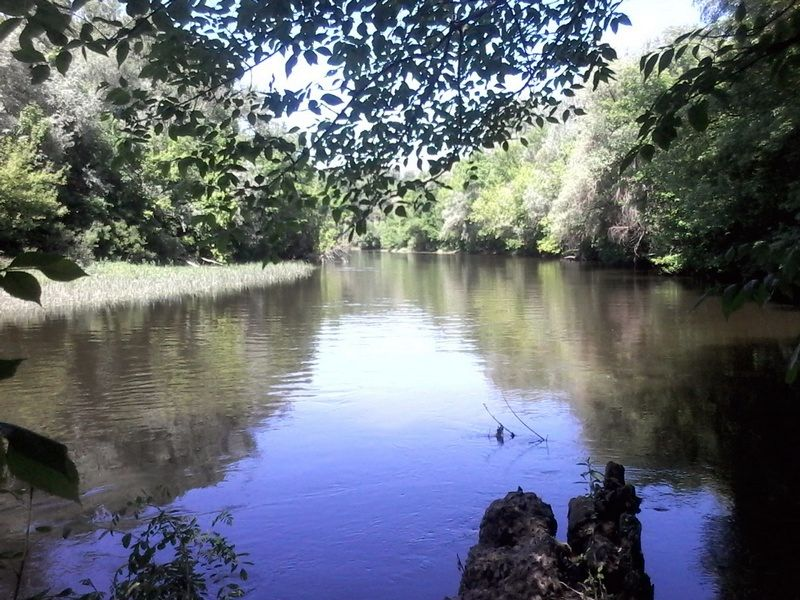
Псел біля с. Ламане (Глобинський р-н)

На Пслі в межах України створено близько 10 невеликих водосховищ. Більшість гідровузлів у своєму складі мають ГЕС: Низівську, Маловорожб'янську, Михайлівську, Бобрівську, Шишацьку, Остап'євську, Сухорабівську. Звичайно на ГЕС встановлено по два гідроагрегати потужністю 100—200 кВт. 
Річку також використовують для риболовлі, водопостачання й зрошування, на берегах її багато місць відпочинку.
Серед охоронних заходів щодо поліпшення стану Псла — розчищення річища, створення водоохоронних зон, заборона користуватися моторними човнами тощо.

## Основні притоки
Праві:
- Суджа, Порозок, Безіменна, Олешня, Сумка, Ворожба, Межирічка, Грунь (притока Псла), Вузька, Вовнянка, Балаклійка, Багачка, Хорол, Омельник (Сухий Омельник), Сухий Кагамлик (частково), Ламана.

Ліві:
- Удава, Рибиця, Сінна, Сироватка, Легань, Вільшанка, Будилка, Боровенька, Веприк, Бобрик, Лютенька, Грунь-Ташань, Говтва, Рудька.

## Населені пункти на Пслі (за течією)
Сумська область:

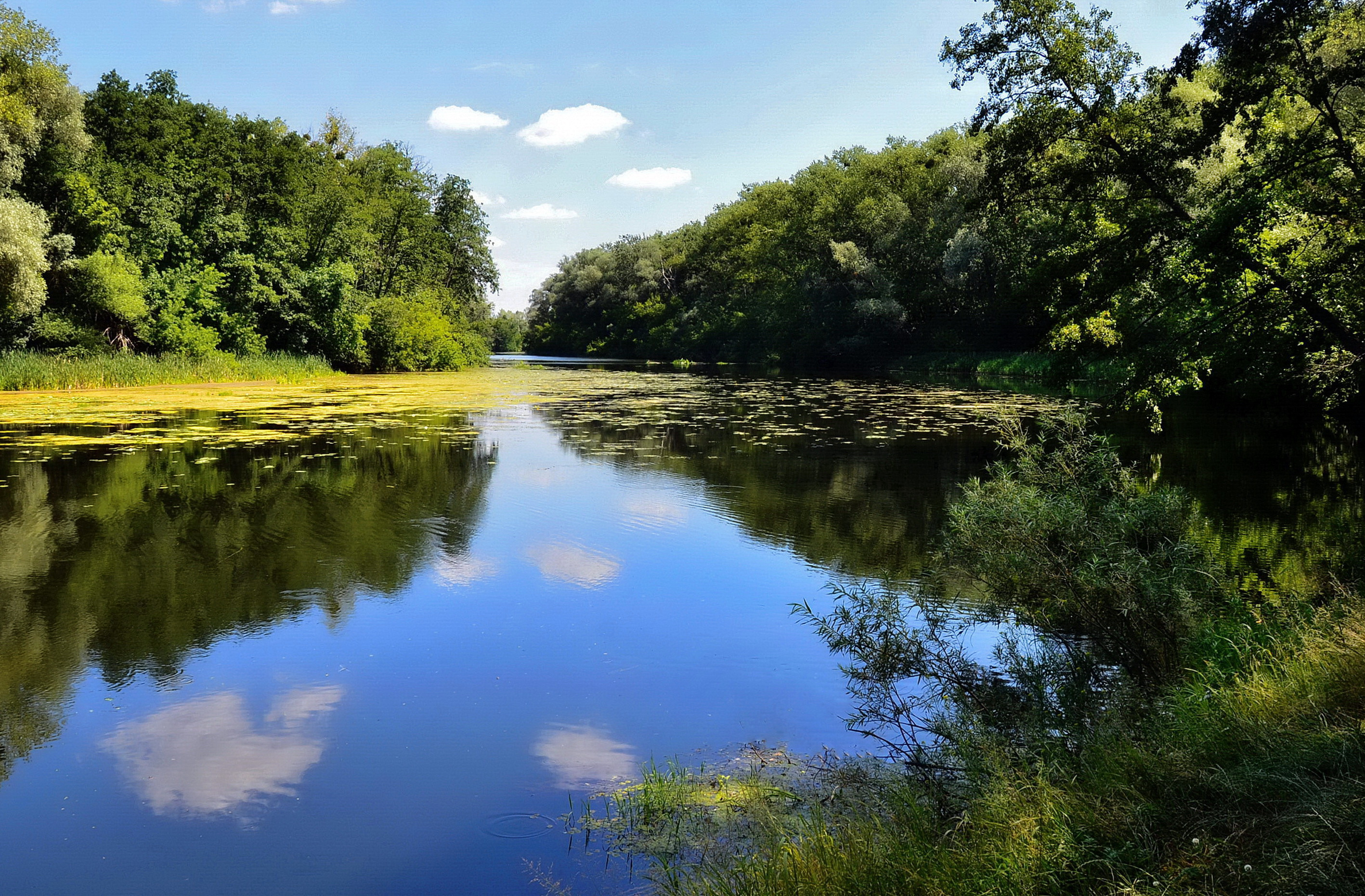
Псел у районі санаторію Токарі

- Миропілля (Краснопільський район),
- місто Суми,
- селище Низи (Сумський район),
- Ворожба (Лебединський район),
- Бишкі́нь (Лебединський район),
- Токарі (Лебединська міськрада)
- Михайлівка (Лебединський район),
- Пристайлове (Лебединський район );
- Боброве (Лебединський район),
- Кам'яне (Лебединський район);

Полтавська область:
- Бобрик (Гадяцький район),
- Веприк (Гадяцький район),
- місто Гадяч,
- Малі Будища (Гадяцький район),
- Соснівка (Гадяцький район),
- Сари (Гадяцький район),
- Рашівка (Гадяцький район),
- Лютенька (Гадяцький район),

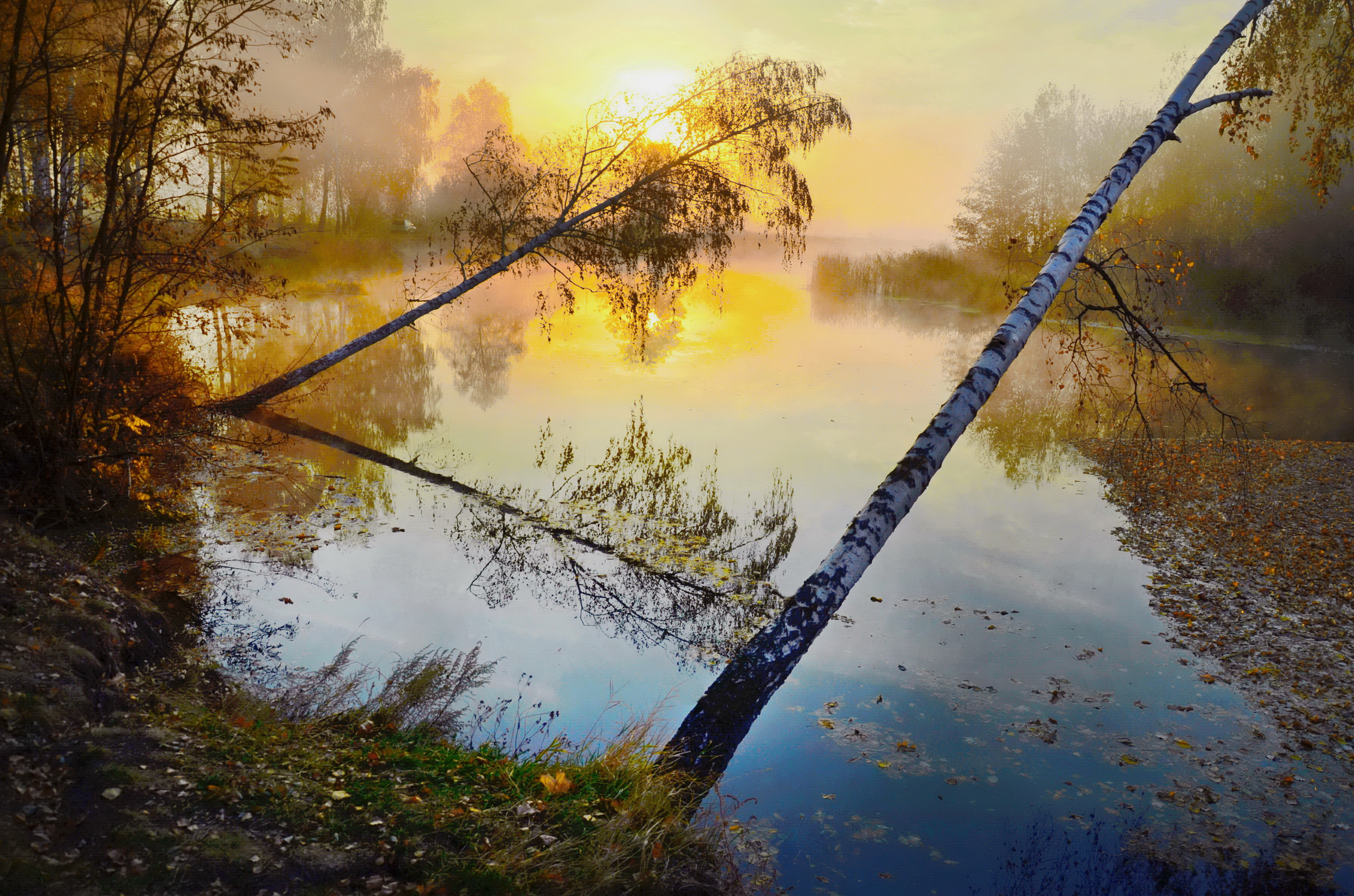
Світанковий туман на р. Псел

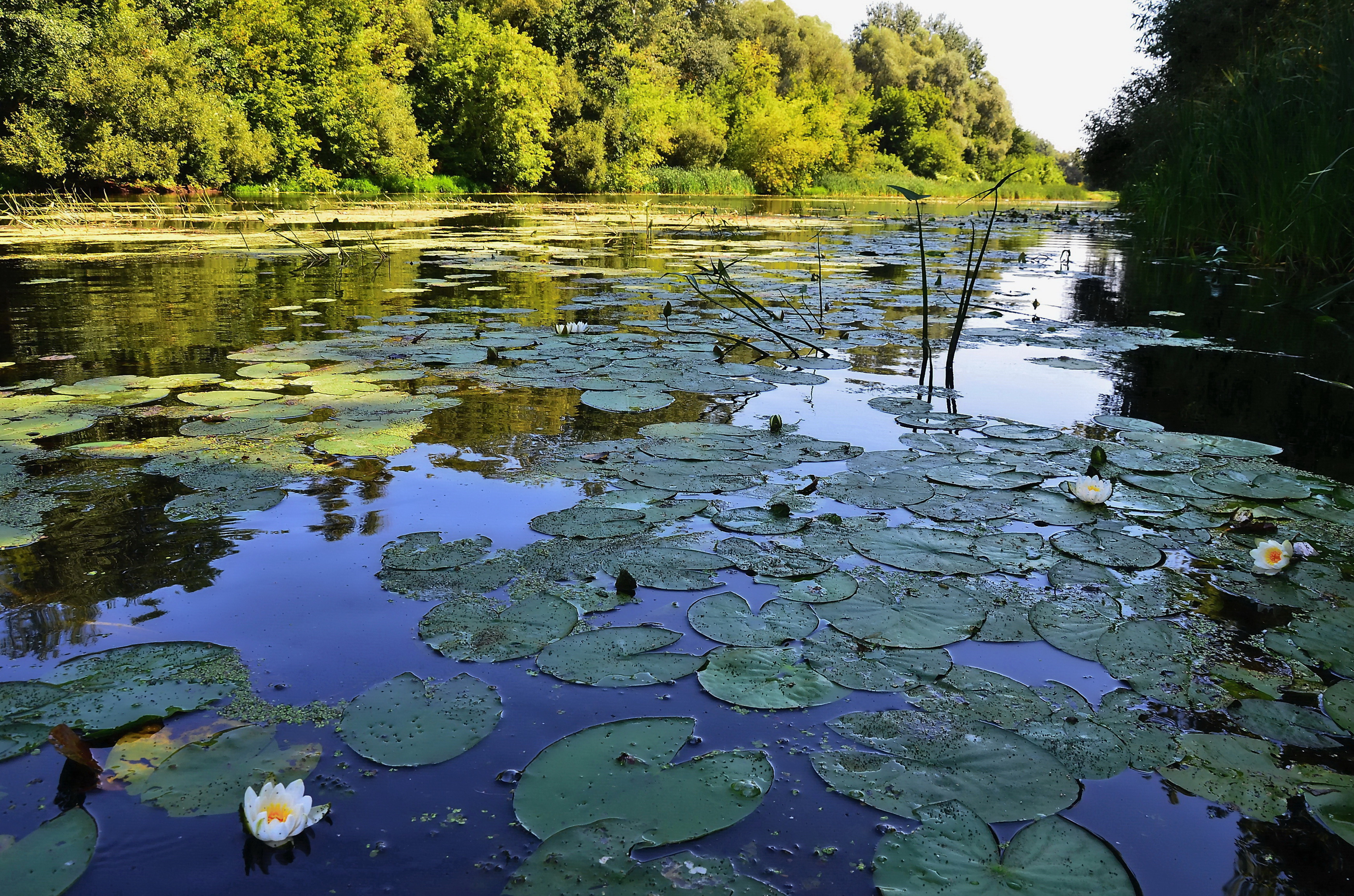
Літо на р. Псел

- Велика Обухівка (Миргородський район),
- Савинці (Миргородський район),
- Великі Сорочинці,
- Покровське (Шишацький район),
- Баранівка (Шишацький район),
- Великий Перевіз (Шишацький район),
- селище Шишаки,
- Яреськи (Шишацький район),
- селище Велика Багачка,
- Довгалівка (Великобагачанський район),
- Дзюбівщина (Великобагачанський район),
- Красногорівка (Великобагачанський район),
- Білоцерківка (Великобагачанський район),
- Бірки (Великобагачанський район),
- Балаклія (Великобагачанський район),
- Остап'є (Великобагачанський район),
- Сухорабівка (Решетилівський район),
- Попівка (Глобинський район),
- Приліпка (Козельщинський район),
- Говтва (Козельщинський район),
- Юрки (Козельщинський район),
- Манжелія (Глобинський район),
- Ламане (Глобинський район),
- Запсілля (Кременчуцький район),
- Омельник (Кременчуцький район),
- Кияшки (Горішньоплавнівська міська рада)
- Щербаки (Кременчуцький район)
- Дмитрівка (Горішньоплавнівська міська рада)

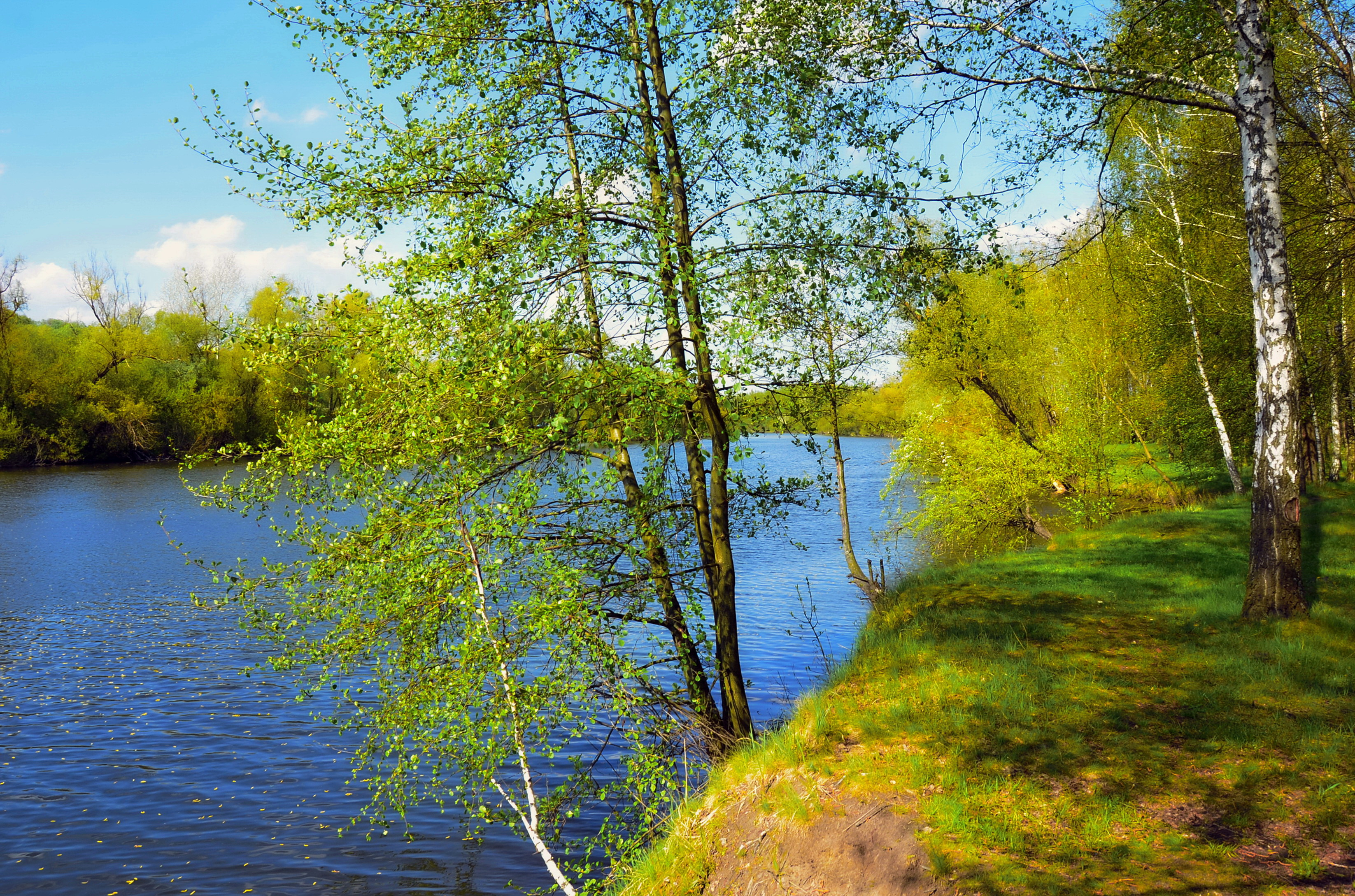
Травневі дні на р. Псел

- Потоки (Кременчуцький район)

## Цікаві факти
- У верхній течії Псла на його берегах є виходи крейди. Крейдяні відшарування добре видно, зокрема, біля села Миропілля Краснопільського району Сумської області.
- У долині річки розташовані такі природоохоронні території:
  - гідрологічний заказник «Миропілля»,
  - ландшафтний заказник «Батицький»,
  - гідрологічний заказник «Ворожбянський»,
  - гідрологічний заказник «Галине болото»,
  - гідрологічний заказник «Шелехівський»,
  - заповідне урочище «Гай-займи»
  - ботанічний заказник «Великий ліс»,
  - ботанічний заказник «Книшівська гора»,
  - ботанічний заказник «Дубина»,
  - регіональний ландшафтний парк «Гадяцький»,
  - ботанічний заказник «Саранчина долина»,
  - заповідне урочище «Терновий кущ»,
  - заповідне урочище «Глотовщина»,
  - ландшафтний заказник «Байраківський»,
  - ландшафтний заказник «Географічний центр Полтавщини»,
  - ландшафтний заказник місцевого значення «Заможнянський»,
  - ландшафтний заказник «Нижньопсільський»,
  - парк-пам'ятка садово-паркового мистецтва «Басівський Парк»,

## Галерея

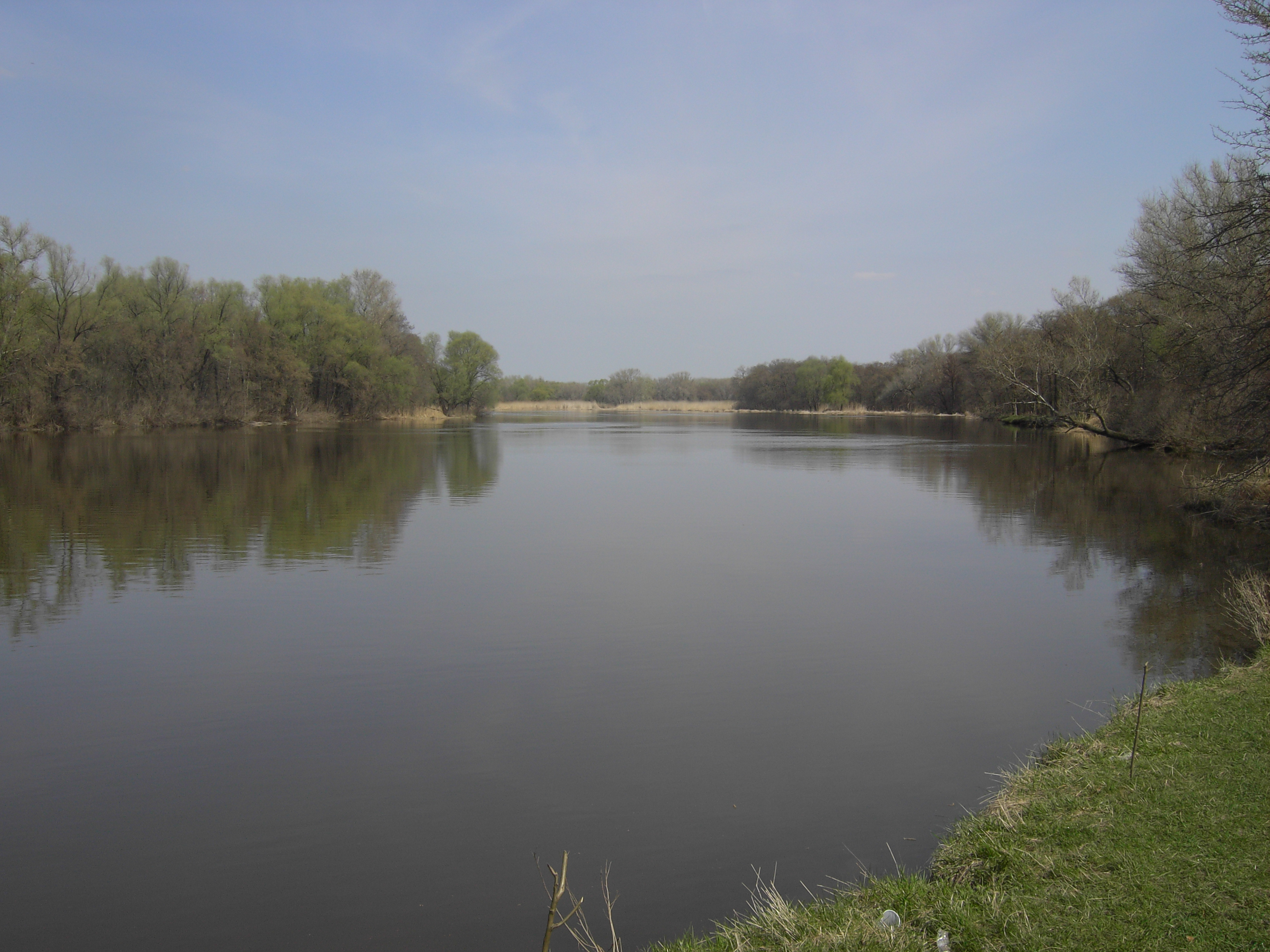
Псел у весняні дні
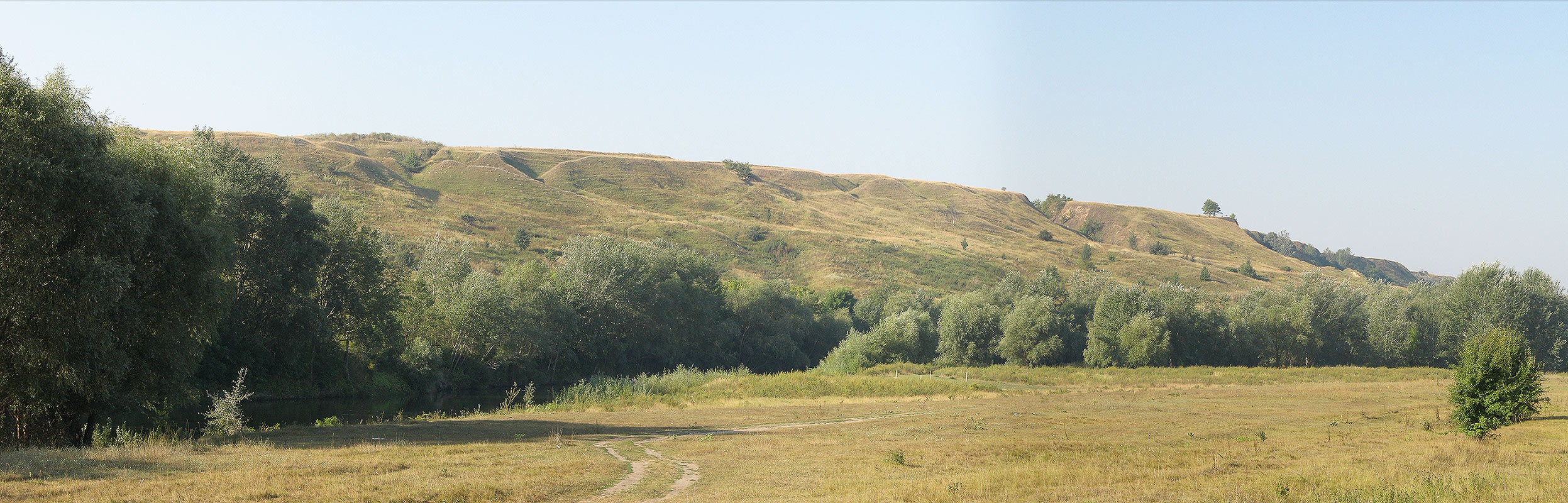
Псел біля села ГовтвиЖовтень на р. Псел
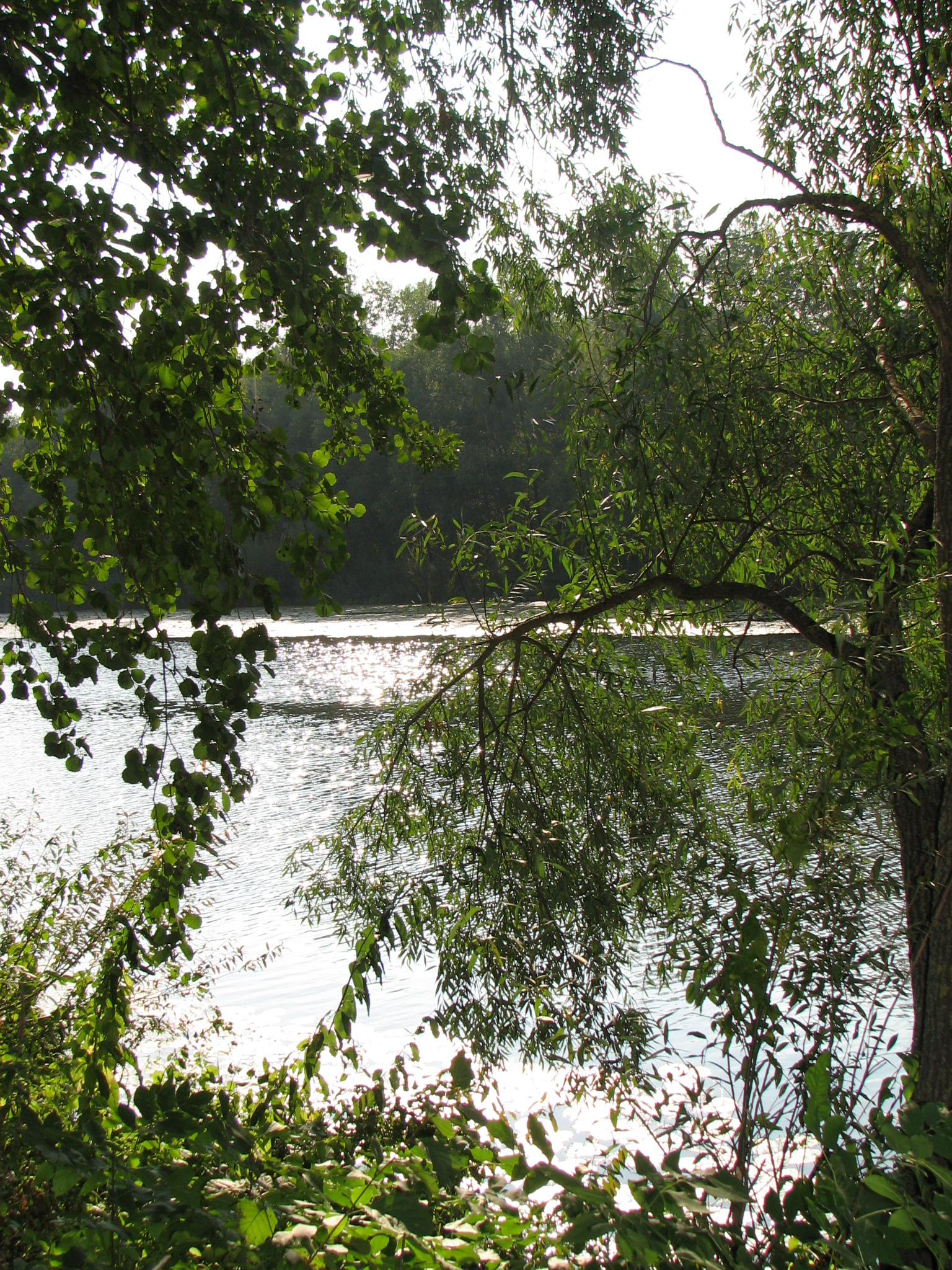
Біля смт Великої БагачкиПсел поблизу Лебедина